# Felipe Baloy
Felipe Abdiel Baloy Ramírez (Ciudad de Panamá, 24 de febrero de 1981) es un exfutbolista y entrenador panameño naturalizado mexicano que jugaba de central y su último club fue Municipal de Guatemala. En el Club Santos Laguna y en el Club de Fútbol Monterrey de México pasó por su mejor momento levantando trofeos con ambos equipos. El 24 de junio de 2018 se convirtió en el primer jugador en marcar un gol con la selección de fútbol de Panamá en una Copa Mundial de Fútbol. Actualmente dirige al Tauro FC de la Primera División de Panamá.

## Vida personal
Baloy es dueño de una escuela oficial de fútbol en Panamá junto a sus excompañeros de la selección de fútbol de Panamá, Gabriel Gómez y Juan Ramón Solís, que se llama Bagoso FC. Sus padres son panameños.

## Trayectoria

### Panamá
A la edad de 18 años, comenzó su carrera futbolística en el equipo de AFC Euro Kickers de la ANAPROF.
Luego fichó por el Sporting 89 y logró ser parte del equipo Sub-20 de Panamá, donde fue descubierto por el internacional representante colombiano, Luis Felipe Posso, Pipe firmó para su agencia y así se le abrieron las puertas para poder jugar en Colombia.

### Colombia
A los 19 años, Baloy se trasladó a Colombia para jugar la Copa Mustang con el Envigado Fútbol Club en 2001. Jugó un año con el equipo de Antioquia antes de pasar a Independiente Medellín. Con el Medellín tuvo más éxito, jugó la Copa Libertadores 2003 y terminó tercero de la competencia.

### Brasil
El 14 de julio de 2003 se convirtió en el primer panameño en jugar en el fútbol profesional de Brasil, vistiendo la casaca del Grêmio de Porto Alegre. A pesar de tener una mala campaña en el Campeonato Brasileño de 2003, en la que el equipo terminó en la posición 20, consiguió un lugar en la Copa Sudamericana 2004 de la que no pasaron de fase de grupos al perder contra el Sport Club Internacional por marcador global de 2-3. Para el Campeonato Brasileño de 2004 la historia no fue diferente, el equipo terminó esta vez último de la tabla y con esto se consumó su descenso. Baloy se destacó porque a pesar de su corta edad logró ser capitán del equipo brasileño. 
Después del descenso del Grêmio fue traspasado al Atlético Paranaense donde terminó en la sexta posición del Campeonato Brasileño de 2005, también participó en la Copa Libertadores 2005 en donde llegaría hasta la final pero la perdería contra el São Paulo. Baloy no jugó los partidos de la final ya que se encontraba en México firmando su contrato con el Club Monterrey.

### México

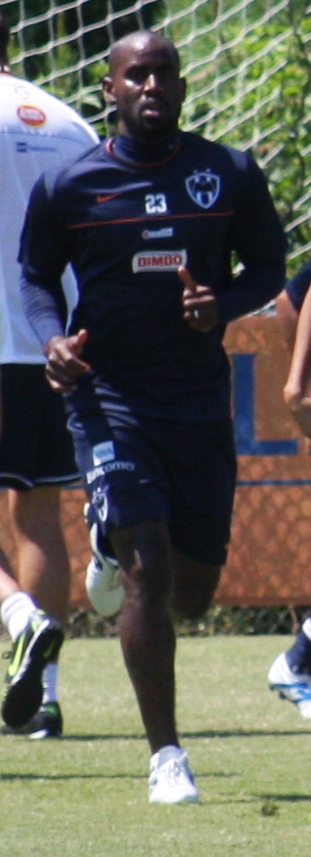
Baloy en un entrenamiento con Monterrey

Debutó en el fútbol mexicano el 30 de julio de 2005 en la derrota como local del Monterrey 1-2 ante el Pachuca, en partido correspondiente a la Jornada 1 del torneo de Apertura 2005. Sin embargo Baloy tuvo problemas al principio con los aficionados mexicanos debido al hecho de que estaba tomando el lugar de Pablo Rotchen, uno de los defensores extranjeros más queridos por la gente de Monterrey. Después de un par de buenas actuaciones, Baloy se fue ganando la confianza y el apoyo de los aficionados regiomontanos.
En el 2005 Pipe tuvo un buen comienzo con Rayados en el Apertura 2005 en donde fue finalista, sin embargo, después de esa temporada, el Monterrey paso por un momento de bajo desempeño. Sin embargo, Baloy logra figurar en el equipo y se ha llamo en numerosas ocasiones uno de los mejores defensas de México.
En el 2007 Baloy pasó al Club América como refuerzo para la Copa Libertadores 2007.
En el Apertura 2009 se coronó campeón después de derrotar a Cruz Azul en un marcador global de 6-4. Pipe fue nominado ese año para el Balón de Oro mexicano como mejor defensor del año, pero quedó en segundo lugar detrás de su compañero de equipo, Duilio Davino.
Para el Clausura 2010 es traspasado al Santos Laguna, donde se ha consolidado como un titular indiscutible, líder de la zaga defensiva y uno de los jugadores más importantes en el plantel. Consiguió el campeonato del Clausura 2012 al ganarle la final a su exequipo, el Monterrey, por marcador global de 3-2.
El 14 de diciembre de 2013 se anuncia su traspaso en forma definitiva a Monarcas Morelia. En junio de 2015 es Cedido al Atlas de Guadalajara para el Torneo Clausura 2015.

### Guatemala
En 2017 Baloy llega al club Municipal, club más grande de Guatemala.

### Regreso a Colombia y últimos años
En el año 2016 Baloy vuelve a Colombia para jugar en su tercer equipo, el Rionegro Águilas luego de militar en Envigado Fútbol Club y el Independiente Medellín luego de más de 10 años jugando en México.
Luego de finalizar el Mundial 2018, Baloy anunció su retiro del fútbol a los 37 años.

### Inicios como entrenador
El 11 de junio de 2023 fue anunciado como el nuevo entrenador del Tauro FC.

## Selección nacional
Fue capitán de la selección de fútbol de Panamá  desde su debut en 2000 hasta su retiro. Se convirtió en el primer jugador en la historia de la selección de Panamá en marcar un gol en un mundial; específicamente en Rusia 2018, primera participación de la selección en esta competición.

### Goles internacionales
| Gol | Fecha                   | Lugar                                              | Oponente    | Anotación | Resultado | Competición               |
| --- | ----------------------- | -------------------------------------------------- | ----------- | --------- | --------- | ------------------------- |
| 1   | 17 de noviembre de 2004 | Estadio Rommel Fernández, Ciudad de Panamá, Panamá | El Salvador | 2-0       | 3-0       | Eliminatoria Mundial 2006 |
| 2   | 16 de febrero de 2007   | Estadio Cuscatlán, San Salvador, El Salvador       | Guatemala   | 2-0       | 2-0       | Copa Uncaf 2007           |
| 3   | 30 de marzo de 2016     | Estadio Rommel Fernández, Ciudad de Panamá, Panamá | Haití       | 1-0       | 1-0       | Eliminatoria Mundial 2018 |
| 4   | 24 de junio de 2018     | Estadio de Nizhni Nóvgorod, Nizhni Nóvgorod, Rusia | Inglaterra  | 6-1       | 6-1       | Copa Mundial 2018         |

### Participaciones en Copa del Mundo
| Copa                           | Sede  | Resultado      | Partidos | Goles |
| ------------------------------ | ----- | -------------- | -------- | ----- |
| Copa Mundial de Fútbol de 2018 | Rusia | Fase de grupos | 1        | 1     |

### Participaciones en Copa Oro
| Copa                            | Sede                    | Resultado        |
| ------------------------------- | ----------------------- | ---------------- |
| Copa de Oro de la Concacaf 2005 | Estados Unidos          | Subcampeón       |
| Copa de Oro de la Concacaf 2007 | Estados Unidos          | Cuartos de final |
| Copa de Oro de la Concacaf 2009 | Estados Unidos · México | Cuartos de final |
| Copa de Oro de la Concacaf 2011 | Estados Unidos          | Tercer lugar     |

### Participaciones en Copa Centroamericana
| Copa                      | Sede   | Resultado    |
| ------------------------- | ------ | ------------ |
| Copa Centroamericana 2011 | Panamá | Tercer lugar |

## Estadísticas

### Clubes

#### Como jugador
| Club                   | País      | Año       |
| ---------------------- | --------- | --------- |
| Euro Kickers           | Panamá    | 1998-2000 |
| Sporting 89            | Panamá    | 2000      |
| Envigado F. C.         | Colombia  | 2001-2002 |
| Independiente Medellín | Colombia  | 2003      |
| Grêmio                 | Brasil    | 2003-2004 |
| Atlético Paranaense    | Brasil    | 2005      |
| Monterrey              | México    | 2005-2009 |
| Santos Laguna          | México    | 2009-2013 |
| Monarcas Morelia       | México    | 2014-2015 |
| Atlas                  | México    | 2015-2016 |
| Rionegro Águilas       | Colombia  | 2016      |
| Tauro                  | Panamá    | 2017      |
| Municipal              | Guatemala | 2017-2018 |

#### Como entrenador
| Club     | País   | Año       |
| -------- | ------ | --------- |
| Tauro FC | Panamá | 2023-2025 |

## Palmarés

### Como jugador
| Título                     | Club                      | País   | Año           |
| -------------------------- | ------------------------- | ------ | ------------- |
| Campeonato Paranaense      | Clube Atlético Paranaense | Brasil | 2005          |
| Primera División de México | Monterrey                 | México | Apertura 2009 |
| Primera División de México | Santos Laguna             | México | Clausura 2012 |
| SuperCopa MX               | Monarcas Morelia          | México | 2014          |
| Primera División de Panamá | Tauro Fútbol Club         | Panamá | Clausura 2017 |

### Como entrenador
| Título           | Club              | País   | Año           |
| ---------------- | ----------------- | ------ | ------------- |
| Primera División | Tauro Fútbol Club | Panamá | Apertura 2024 |